# Ischiopsopha samuelsoni
Ischiopsopha samuelsoni är en skalbaggsart som beskrevs av Rigout 1997. Ischiopsopha samuelsoni ingår i släktet Ischiopsopha och familjen Cetoniidae. Utöver nominatformen finns också underarten I. s. mundaensis.